# Mark2 Corporation Czech
M2C (Mark2 Corporation Czech a. s.) je společnost s mezinárodní působností, zabývající se správou budov, novými technologiemi, údržbou a úklidem, se sídlem v Praze. Do obchodního rejstříku byla zapsána 14. prosince 1998.

## Vlastnictví a struktura
Společnost poskytuje komplexní služby v rámci správy nemovitostí (úklid, údržba a zabezpečení objektů) a prostřednictví své technologické divize Innovis přináší svým klientům inovativní řešení a nové technologie, které využívá ve všech segmentech svých nabízených služeb. V této oblasti patří mezi největší společnosti působící jak v České republice, tak i v dalších 12 zemích Evropy. Majiteli společnosti jsou Matěj Bárta a Stanislava Bártová, oba s podílem 50 %.
Do 14. června 2000 za firmu byl oprávněn jednat jen předseda představenstva, od 14. června 2000 mohli jednat také dva místopředsedové společně, od 3. června 2002 smí za firmu jednat dva členové představenstva (z nichž jeden může být předseda představenstva). Ve funkcích předsedy představenstva působili Vít Bárta (1998–2002), Stanislava Ješutová, od roku 2006 Bártová (2002–2010), Martin Refka (od 3. června 2010). Předsedy dozorčí rady byli Stanislava Ješutová (1998–2002), Vít Bárta (2002–2010), Matěj Bárta (od 3. června 2010).
9. března 2012 se společnost přejmenovala na Mark2 Corporation Czech a.s.

## Historie
Do 9. března 2012 se společnost jmenovala ABL, a.s., zkratka znamenala Agentura Bílého Lva.
Podle svého webu a výročních zpráv firma začínala v roce 1992 jako studentská vysokoškolská organizace, která poskytovala pořadatelské služby, přičemž jejím prvním klientem byla Státní opera Praha. Dále se zaměřuje na ostrahu, údržbu a řešení technologií obchodních center, kancelářských budov, hotelů, průmyslových zón a logistických center, i kulturních akcí jako je Český slavík, Česká Miss nebo Ples v Opeře.
Několik dní před volbami 2010 ABL a. s. změnila formu akcií z akcií na majitele (které podle protikorupčního programu Věcí veřejných nahrávaly skrytému střetu zájmů a tím korupci). Dceřiná firma ABL FM Services a. s., zapsaná 17. prosince 2008, má však podle obchodního rejstříku i nadále pouze kmenové akcie na majitele v listinné podobě, třebaže jako jediný akcionář je v OR uvedena ABL a. s.
Po úspěchu Věcí veřejných ve volbách roku 2010 Vít Bárta, mnohými komentátory považovaný za faktickou vůdčí osobu ve Věcech veřejných, odstoupil z funkcí v ABL.
Již v diskusním pořadu Otázky Václava Moravce na České televizi 14. února 2010 Ondřej Liška hovořil o Věcech veřejných jako o neprůhledně financované straně, do které sypou miliony lidé spojení s ODS a pražští šíbři, kteří dlouhodobě dostávají veřejné zakázky například v Praze. Moderátor Václav Moravec připomněl propojení mezi ABL a VV, a fakt, že časopis Pražan vydává člověk, který předtím podnikal s panem Bártou a byl členem představenstva ABL a že Věci veřejné jsou vnímány jako podnikatelská struktura.
Někteří novináři vyjádřili obavy, že obsazení funkce ministra vnitra zástupcem Věcí veřejných, které jsou spjaté s agenturou ABL, představuje střet zájmů, takže hrozí, že by ministerstvo „zpovzdálí ovládali security-byznysmeni“.
V roce 2010 firma získala účast na čtyřleté zakázce ostrahy energetického gigantu ČEZ celkově za 632 miliónů korun, v němž je majoritním vlastníkem stát.

## Pražské věže
Od srpna 2009 získala od hlavního města Prahy (Pražské informační služby) ABL FM Services a. s. (dceřiná společnost ABL a. s., po přejmenování Mark2 Corporation Facility a.s.) jako jediný účastník výběrového řízení zakázku na správu historických pražských věží (Prašné brány, Malostranské mostecké věže, Staroměstské mostecké věže, Petřínské rozhledny a bludiště, věže v chrámu sv. Mikuláše na Malé Straně a Staroměstské radnice).
V lednu roku 2012 byla firmě M2C dána výpověď a dne 20. ledna 2013 doběhla roční výpovědní lhůta. Projekt pražských věží převzalo Muzeum hlavního města Prahy a Staroměstskou radnici zpět Pražská informační služba.